# Desa Pamekaran (administrativ by i Indonesien, lat -6,32, long 107,54)
Desa Pamekaran är en administrativ by i Indonesien.   Den ligger i provinsen Jawa Barat, i den västra delen av landet, 80 km öster om huvudstaden Jakarta.